# 관곡지
관곡지(官谷池)는 대한민국 경기도 시흥시에 있는 연못이다. 1986년 3월 3일 시흥시의 향토유적 제8호로 지정되었다.

## 개요
관곡지의 규모는 가로 23m, 세로 18.5m이다. 이 연못은 조선 전기의 농학자인 강희맹이 세조 9년 명나라에 다녀와 중국 남경에 있는 전당지에서 연꽃 씨를 채취해, 지금의 시흥시 하중동 관곡에 있는 연못에 씨를 심어 재배하여 널리 퍼지게 되었고 이를 계기로 안산군의 별호를 1466년 세조 12년부터 ‘연성(蓮城)’으로 부르게 되었다.
관곡지는 강희맹의 사위인 권만형의 집 가에 있어 대대로 권만형의 후손 소유가 되어 관리 되어오고 있으며, 현재 시흥관내의 연성초등학교, 연성중학교 등 교명과 연성동의 동명 및 시흥시의 문화제 명칭인 《연성문화제》라는 이름은 이 못에서 유례되었다.
관곡지의 연꽃은 다른 연꽃과는 달리 꽃은 색은 희고, 꽃잎은 뾰족한 담홍색을 지니고 있는게 특징이다.